# Bellot Island
Bellot Island är en ö i Kanada.   Den ligger i territoriet Nunavut, i den nordöstra delen av landet, 4 100 km norr om huvudstaden Ottawa. Arean är 15,3 kvadratkilometer.
Terrängen på Bellot Island är kuperad. Öns högsta punkt är 593 meter över havet. Den sträcker sig 4,4 kilometer i nord-sydlig riktning, och 6,7 kilometer i öst-västlig riktning.
Trakten runt Bellot Island är permanent täckt av is och snö.